# Monsempron-Libos
Monsempron-Libos – miejscowość i gmina we Francji, w regionie Nowa Akwitania, w departamencie Lot i Garonna. W 2013 roku populacja gminy wynosiła 2121 mieszkańców. Przez teren gminy przepływa rzeka Lot. 